# Фонтана, Уранио
Уранио Фонтана (итал. Uranio Fontana; 1815 год, Изео, королевство Ломбардия–Венето — 1881 год, Париж, Франция) — итальянский композитор и музыкальный педагог.

## Биография
Уранио Фонтана родился в ноябре 1815 года в Изео, в королевстве Ломбардия-Венето. Музыкальное образование получил в Миланской консерватории, которую окончил в 1833 году. Его учителями были Франческо Базили и Гаэтано Пьянтанида.
Премьера первой оперы композитора «Изабелла ди Лара» (итал. Isabella di Lara) состоялась в Риме в 1837 году. Во время поездки в Париж он написал для Театре де ля Ренессанс оперу «Цыган» (итал. Zingaro). Том же году отправился в Грецию, получив место музыкального руководителя Итальянского театра в Афинах, но вскоре подал в отставку и в 1841 году вернулся в Италию. В следующем году поставил в Падуе свою новую оперу «Джулио д'Эсте» (итал. Giulio d'Este). В 1847 году на сцене театра Каркано в Милане была поставлена самая известная опера Уранио Фонтана «Вакханцы» (итал. I Baccanti).
В 1848 году композитор переехал в Париж. 31 декабря 1853 года на сцене театра Лирик была поставлена его опера «Елизавета, или Дочь изгнанника» (фр. Élisabeth ou La fille du proscrit), представлявшая собой версию оперы Гаэтано Доницетти «Восемь месяцев за два часа» (итал. Otto mesi in due ore). 1 ноября 1856 года он был назначен профессором в Парижской консерватории. Педагогической деятельностью в консерватории композитор занимался до 1865 года. После он продолжил преподавать в частном порядке. В числе его учеников была и знаменитая оперная певица-сопрано, София Крювелль.
Уранио Фонтана умер в Париже в 1881 году.

## Творческое наследие
Творческое наследие композитора включает 5 опер и ряд других сочинений.